# Небезпечний елемент
Небезпечний елемент (англ. Radioactive) — фільм 2019 року спільного виробництва Великої Британії, Франції, США, Китаю та Угорщини. Режисерка Маржан Сатрапі; сценаристи Джек Торн і Лорен Реднісс. Продюсери Тім Беван й Ерік Феллнер. Світова прем'єра відбулася 6 вересня 2019 року; прем'єра в Україні — 25 лютого 2021-го.

## Зміст
Історія життя, кохання та наукових звершень однієї із найталановитіших жінок-учених — Марії Кюрі, першої жінки-лауреата Нобелівської премії. Разом з чоловіком П'єром вона відкрила елементи радій і полоній, зробивши вагомий внесок в усю історію XX століття.

## Знімались
- Розамунд Пайк — Марія Склодовська-Кюрі
- Іветт Фойєр — Карла
- Міріам Новак — медсестра
- Сем Райлі — П'єр Кюрі
- Саймон Расселл Біл — професор Ліпманн
- Сіан Брук — Броня Склодовська
- Дрю Джейкобі — Лоі Фуллер
- Анейрін Барнард
- Джорджина Річ
- Кетрін Паркінсон
- Дора Кевеш
- Індіка Ватсон
- Федеріка Фракассі
- Деметрі Горіцас
- Корі Джонсон
- Аня Тейлор-Джой — Ірен Жоліо-Кюрі
- Тім Вудворд

## Цікавинки
- Фільм заснований на романі Лорен Реднісс «Радіоактивні. Марія і П'єр Кюрі: історія кохання і наслідків»
- широкий прокат фільму був відкладений на невизначений термін через спалах пандемії коронавірусу
- Розамунд Пайк (Марі) і Гаррієт Тернбулл (молода Марі) зіграли роль матері й доньки у фільмі 2014 року «Як ми провели канікули»